# Clipping Adam
Clipping Adam è un film diretto da Michael Picchiottino nel 2004 ed è interpretato da Chris Eigeman, Louise Fletcher, Robert Pine, Bryan Burke, Kevin Sorbo, Evan Peters.

## Trama
Un ragazzo, che è ancora alle prese con la perdita della madre, ha una inaspettata sfida lungo il suo percorso in questo dramma di coming-of-age.
Adam (Evan Peters) ha appena concluso il suo ultimo anno nella scuola media, e aspetta l'estate prima di entrare al liceo. Adam sta cercando di superare la morte della madre e della sorella minore in un incidente d'auto due anni prima. Dopo l'incidente, Adam non ha più tagliato i capelli, mentre il padre (Chris Eigeman) preferisce superare il proprio dolore bevendo, dando a suo figlio un brutto esempio. A causa di scoppi d'ira di violenza, Adam scopre che è meglio passare le sue giornate dalla nonna (Louise Fletcher) o dal Padre Dan (Kevin Sorbo), un prete di larghe vedute che preferisce parlare con i giovani sul campo da basket, piuttosto che nella canonica della chiesa. Durante l'estate, Adam stringe amicizia con Johnny (Bryan Burke), ma conosce anche Jerry (Donato Mario Alleva), un bullo con l'odio per i capelli lunghi.

## Premi
- Young Artist Awards 2005 Nomination
- Phoenix Film Festival Vinto (2004)
- St. George Eclipse Film Festival Vinto (2003)